# Buckhead Ridge
Buckhead Ridge é uma Região censo-designada localizada no estado americano de Flórida, no Condado de Glades.

## Demografia
Segundo o censo americano de 2000, a sua população era de 1390 habitantes.

## Geografia
De acordo com o United States Census Bureau tem uma área de 
3,7 km², dos quais 3,4 km² cobertos por terra e 0,3 km² cobertos por água.

## Localidades na vizinhança
O diagrama seguinte representa as localidades num raio de 40 km ao redor de Buckhead Ridge. 